# Men of Crisis: The Harvey Wallinger Story
Pour les articles homonymes, voir Wallinger.
Pour plus de détails, voir Fiche technique et Distribution.
Men of Crisis: The Harvey Wallinger Story est un court métrage réalisé et écrit par Woody Allen en 1971. Le film est un faux documentaire, qui présente, sous forme de satire politique, le gouvernement de Richard Nixon.

## Synopsis
Woody Allen joue le rôle de Harvey Wallinger, un sosie maladroit de Henry Kissinger, bras droit de Richard Nixon.

## Fiche technique
- Titre : Men of Crisis: The Harvey Wallinger Story
- Réalisation et scénario : Woody Allen
- Direction artistique : Gene Rudolf
- Montage : Eric Albertson
- Producteur : Jack Kuney
- Pays d‘origine : États-Unis
- Langue : anglais
- Genre : court-métrage
- Durée : 25 minutes

## Distribution
- Woody Allen : Harvey Wallinger
- Diane Keaton : Renata Wallinger
- Richard M. Dixon : Richard Nixon
- Reed Hadley : Le narrateur
- David Ackroyd
- Wil Albert
- Conrad Bain
- Court Benson
- Milo Boulton
- Harold Chidhoff
- Jean David
- Jean De Baer
- Abe Drazen
- Dan Frazer
- Graham Jarvis
- Mitchell Jason
- Tom Lacy
- Louise Lasser
- Tom Rosqui (en)
- Lee Wallace

## Autour du film

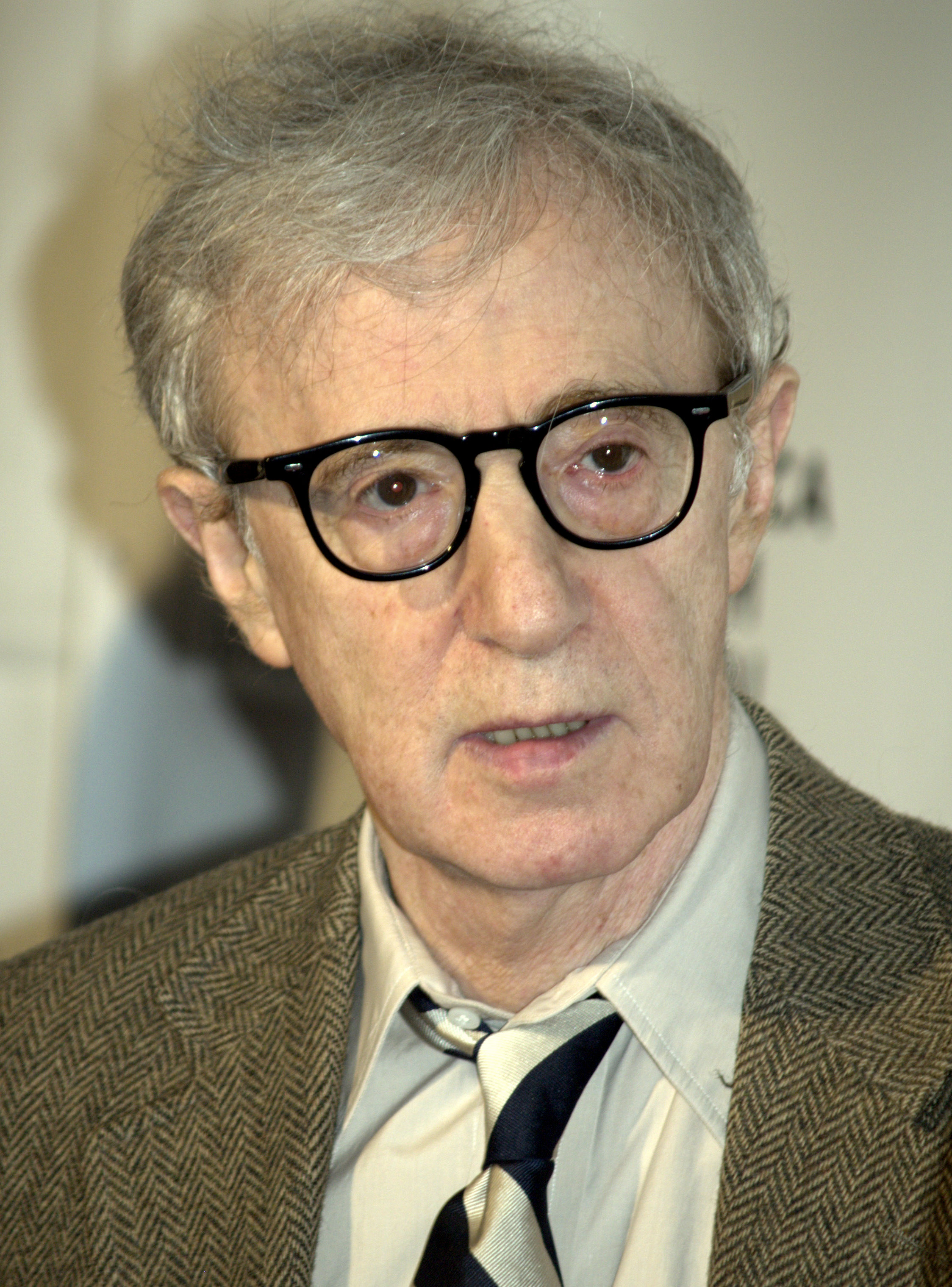
Le court métrage de Woody Allen a été censuré par la chaîne PBS.

Le court métrage a été produit comme un TV special pour PBS et devait passer à l'antenne en février 1972, mais la chaîne l'a retiré de ses programmes peu de temps avant sa date de diffusion. Selon les témoignages, les responsables de PBS craignaient de perdre leur soutien gouvernemental et décidèrent de ne pas diffuser le film de Woody Allen,. Le réalisateur qui avait juré de ne jamais travailler pour la télévision, a cité ce fait comme un exemple de ce pourquoi « il devait s'en tenir à des longs métrages ». Le TV spécial n'a jamais été diffusé mais peut maintenant être visionné au Paley Center for Media.
Deux des actrices préférées de Woody Allen, Louise Lasser et Diane Keaton, apparaissent dans le film, tout comme le sosie de Richard Nixon, Richard M. Dixon. De plus, les scènes avec les acteurs sont entrecoupées par des images d'archives de Hubert Humphrey, Spiro Agnew ou encore Richard Nixon en plein discours public. Woody Allen explorera de nouveau ce style dans Zelig,.